# Club Sportiv Gaz Metan Mediaș
El Gaz Metan fue un club rumano de fútbol de la ciudad de Mediaș, distrito de Sibiu, Transilvania, en el centro de Rumanía. Fue fundado en 1945 y desapareció en 2022.

## Historia
Desde su fundación en 1945, el club ha cambiado de nombre varias veces a lo largo de su trayectoria: Karres Mediaș, Partizanul Mediaș, Flacăra Mediaș, Energia Mediaș y CSM Mediaș. A pesar del poder qué tenía por parte de la empresa pública de gas del país, era un equipo modesto; en su palmarés sólo consta una final de Copa de Rumania jugada, 2 campeonatos de liga II y 3 de Liga III. La final fue en 1951 con el nombre de Flacăra Mediaș, pero la terminó perdiendo.
El Gaz Metan en 2011 eliminó a los alemanes del Mainz 05 en Europa League, pero fueron eliminados en la siguiente ronda por el Austria de Viena.
Jugaban en el estadio Municipal Gaz Metan, con capacidad para 8500 espectadores.

## Palmarés
- Liga II: 2

1999/2000, 2015/16
- Liga III: 3

1972/73, 1976/77, 1992/93

## Participación en competiciones de la UEFA
| Temporada | Torneo             | Ronda             | Club          | Casa      | Visita | Global        |
| --------- | ------------------ | ----------------- | ------------- | --------- | ------ | ------------- |
| 2011–12   | UEFA Europa League | 2ª Clasificatoria | KuPS          | 2–0       | 0–1    | 2–1           |
| 2011–12   | UEFA Europa League | 3ª Clasificatoria | Mainz 05      | 1–1 (aet) | 1–1    | 2–2 (4–3 pen) |
| 2011–12   | UEFA Europa League | Play-off          | Austria Viena | 1–0       | 1–3    | 2–3           |